# Skogsstjärnesläktet
Skogsstjärnesläktet (Trientalis), växtsläkte inom familjen ardisiaväxter med två arter. De förekommer i Europa, Asien och nordvästra Nordamerika.
Skogsstjärnearterna är fleråriga örter med krypande jordstammar. Stjälkarna är upprätta. De nedre bladen är strödda, små eller fjällika. De övre bladen sitter samlade i en toppställd krans. Blommorna sitter ensamma i de övre bladens bladveck, de är skaftade och vanligen sjutaliga (5-9) och utan högblad. Fodret är delat till basen och kvarsittande. Kronan vit, utbredd och djupt flikig. Ståndarna är vanligen fem till sju, sammanväxta vid basen till en bikrona. Fruktämnet är klotformigt och översittande, stiftet ett. Frukten är en klotformig kapsel. Fröna är få och nätrutiga.